# I’m Sorry, I Love You
I’m Sorry, I Love You (Koreanisch: 미안하다, 사랑한다; deutsch: ‚Tut mir leid, ich liebe dich‘) ist eine südkoreanische Fernsehserie aus dem Jahr 2004. Sie besteht aus 16 Episoden und wurde auf KBS2 ausgestrahlt.

## Handlung
Kurz nach seiner Geburt wurde Cha Moo-hyuk von seiner Mutter verlassen. Bis zu seinem 2. Lebensjahr lebt er in einem koreanischen Waisenhaus. Als er dann von einer australischen Familie adoptiert wird, verlässt er Südkorea und lebt fortan in Australien. Da die Adoptiveltern ihn jedoch vernachlässigen, rennt er als Junge von zu Hause weg, um auf der Straße zu leben. Dort schließt er sich Trickdiebstahlbanden an, so dass er überleben kann.
Eines Tages begegnet er Song Eun-chae, der Assistentin des Sängers Choi Yoon, der sich gerade für Dreharbeiten in Melbourne aufhält. Da sie ausgeraubt wurde, kein Englisch spricht und ihre Papiere gestohlen wurden, bittet sie Cha Moo-hyuk um Hilfe. Dieser hilft ihr, und so kann sie wieder zurück nach Südkorea.
Unterdessen wird ein Mordanschlag auf Cha Moo-hyuk ausgeübt, so dass er schwer am Kopf verletzt wird und nur noch wenige Monate zu leben hat. Er entschließt sich, zurück nach Südkorea zu reisen, um seine Mutter zu finden und ihr zu helfen. Dabei wird er finanziell von einer Freundin unterstützt.
In Südkorea angekommen begegnet er wieder Song Eun-chae.
Es stellt sich heraus, dass sie und ihre Familie, für seine Mutter – eine reiche, zurückgetretene Schauspielerin – arbeiten.
Nachdem Cha Moo-hyuk bewusst wird, dass seine Mutter ihn nicht wegen finanziellen Nöten verließ, sondern aus reiner Kaltherzigkeit, entschließt er sich Rache zu nehmen – auch an seinem erfolgreichen Bruder, Choi Yoon, der im Gegensatz zu ihm, bei seiner Mutter aufwuchs.
Cha Moo-hyuk findet heraus, dass er noch eine Schwester hat, die mental krank ist, und auch verlassen wurde, aber im Gegensatz zu ihm, in einem Adoptivhaus in Südkorea aufwuchs. Er entschließt sich, ihr und ihrem Sohn zu helfen.
Unterdessen freundet er sich mit Song Eun-chae an und – ohne seine wahre Identität erkennen zu geben – fängt er als Chauffeur bei Choi Yoon an, um seinen Plan weiterzuverfolgen.